# Wstęgówki
Wstęgówki (Catocalinae) – wyróżniana do niedawna podrodzina motyli w obrębie rodziny sówkowatych.
Zaliczane tu motyle mają szczeciniaste, rzadko grzebykowate czułki, nagie oczy, dobrze wykształconą ssawkę i wygięte ku górze głaszczki wargowe. Ich przednie, a u wielu gatunków także tylne skrzydła cechuje dobrze rozwinięty deseń.
Tradycyjnie wstęgówki uznawano za podrodzinę sówek. Analizy molekularne ujawniły jednak, że stanowią one takson polifiletyczny, a trzon tej grupy należy do Erebinae, podrodziny mrocznicowatych. Do Erebinae zaliczane są wszystkie gatunki wstęgówek stwierdzone w Polsce (zobacz: Erebinae Polski).